# Casa Fustegueres
La casa Fustegueras és una obra del municipi de Tortosa (Baix Ebre) protegida com a bé cultural d'interès local. En aquesta casa va néixer el polític Albert Bosch i Fustegueras.

## Descripció
Es tracta d'una casa entre mitgeres composta de planta, tres pisos i golfes. Resulta interessant per conservar, bastant fidelment a l'interior, les estructures pròpies del segle xix. La planta es compon de tres portes laterals, possiblement destinades en origen a comerços, que romanen tancades, mentre que la central és la que dona accés als pisos. El primer pis (entresòl) s'obre mitjançant quatre balcons iguals, mentre que el segon en té dos de laterals i una tribuna central que sembla posterior, per l'academicisme de la seva estructura. Aquesta tribuna serveix de base per al balcó del tercer pis. En el nivell superior, de golfes, només finestres i a sobre un voladís d'obra sostingut per permòdols que dissimulen el ràfec de la teulada. La planta és de carreus i la resta simulant-los.
L'edifici havia acollit l'antic forn medieval dels canonges de la catedral de Tortosa. De petit al Forn de la Canonja hi va treballar l'escultor Agustí Querol. Situat en ple nucli històric de Tortosa va ser parcialment rehabilitat i des de l'estiu de l'any 2015 l'edifici està destinat al sector de la restauració.